# Дудулещи
Дудулещи (на румънски: Duduleşti, на гагаузки: Duduleşt) – село в Молдова, в състава на териториална административна единица Гагаузия.

## Демография

### Етническа структура
Етническият състав на селището по данни от преброяването на 2004 г.:
| Етническа група | Население | % Процент |
| --------------- | --------- | --------- |
| Молдовци        | 43        | 95,56%    |
| Гагаузи         | 2         | 4,44%     |
| Общо            | 45        | 100%      |